# Порядок наследования княжеского престола Лихтенштейна

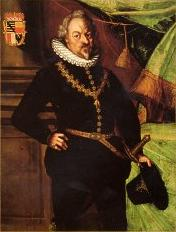
Карл I фон Лихтенштейн (1569—1627), первый князь Лихтенштейна (1608—1627)

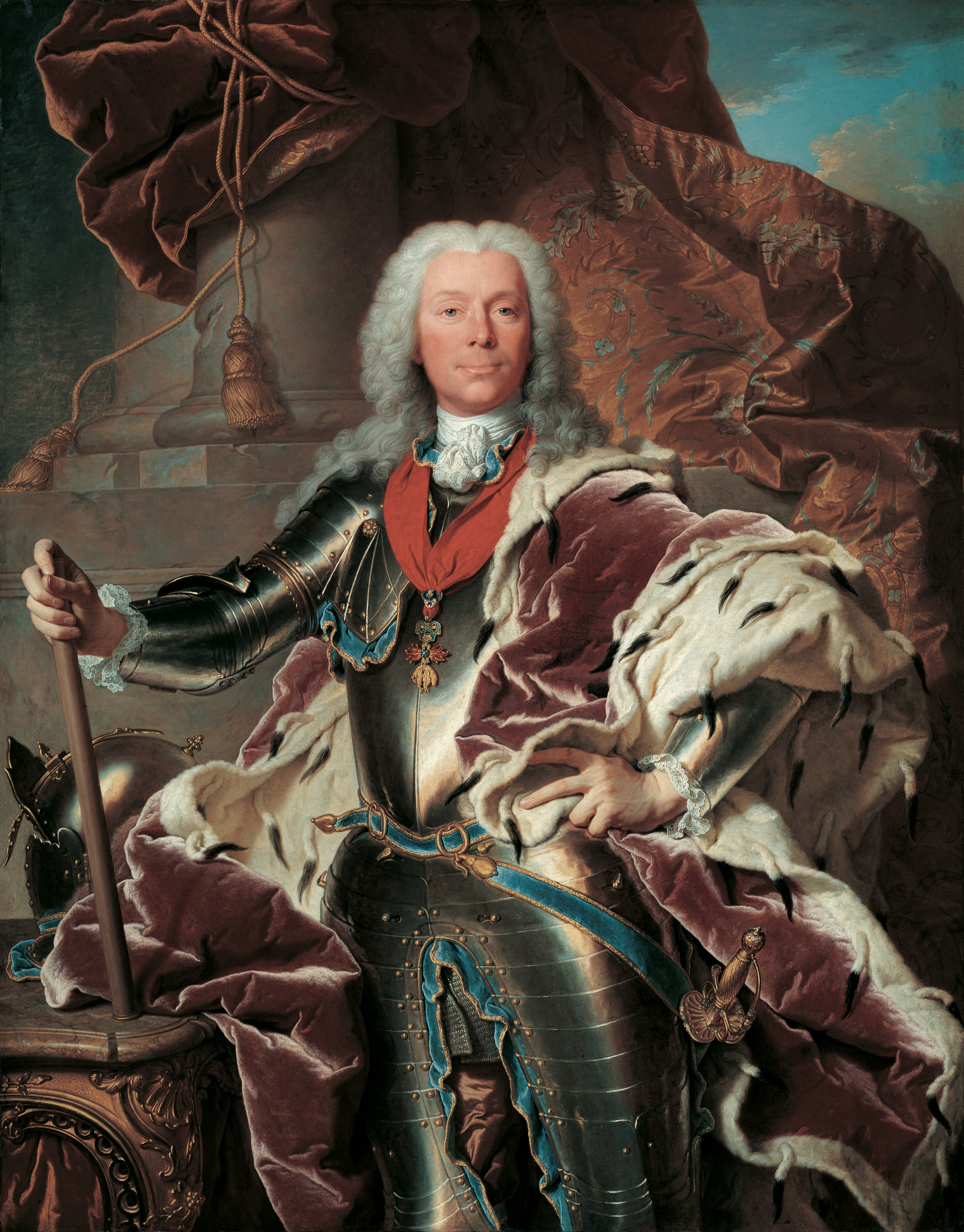
Йозеф Венцель I (1696—1772), князь Лихтенштейна (1712—1718, 1748—1772)

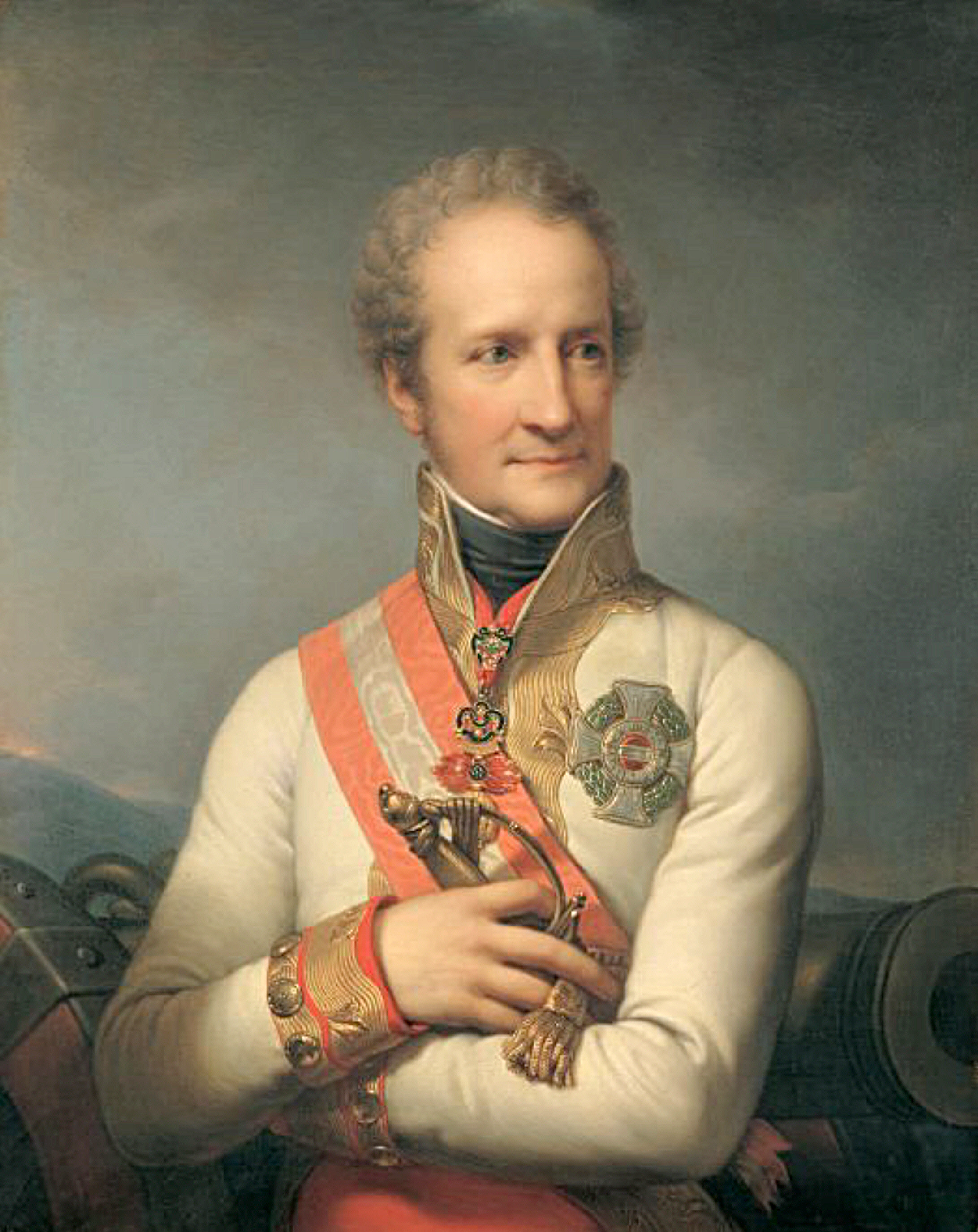
Иоганн I фон Лихтенштейн (1760—1836), князь Лихтенштейна (1805—1806, 1814—1836)

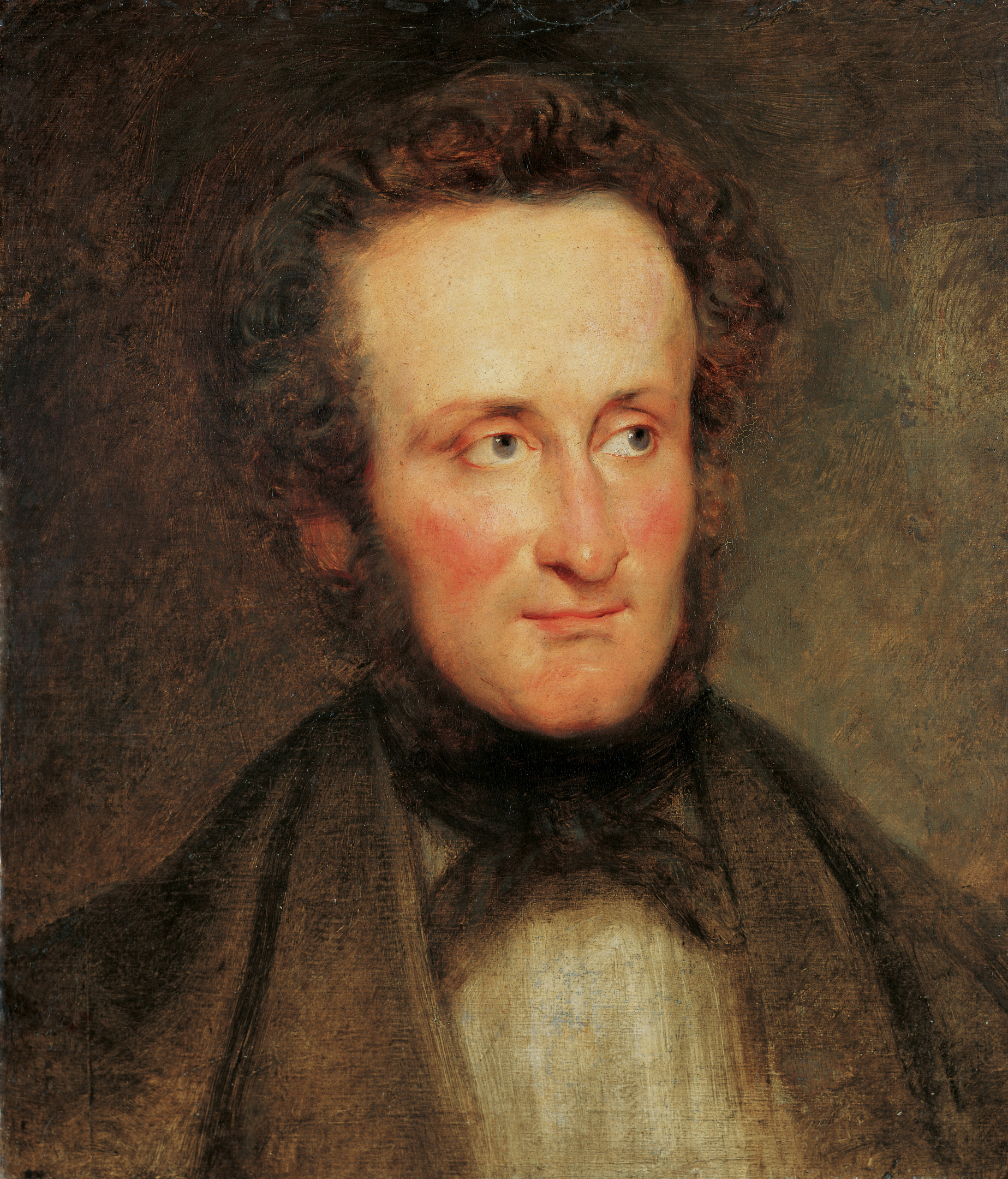
Алоис II (1796—1858), князь Лихтенштейнский (1836—1858)

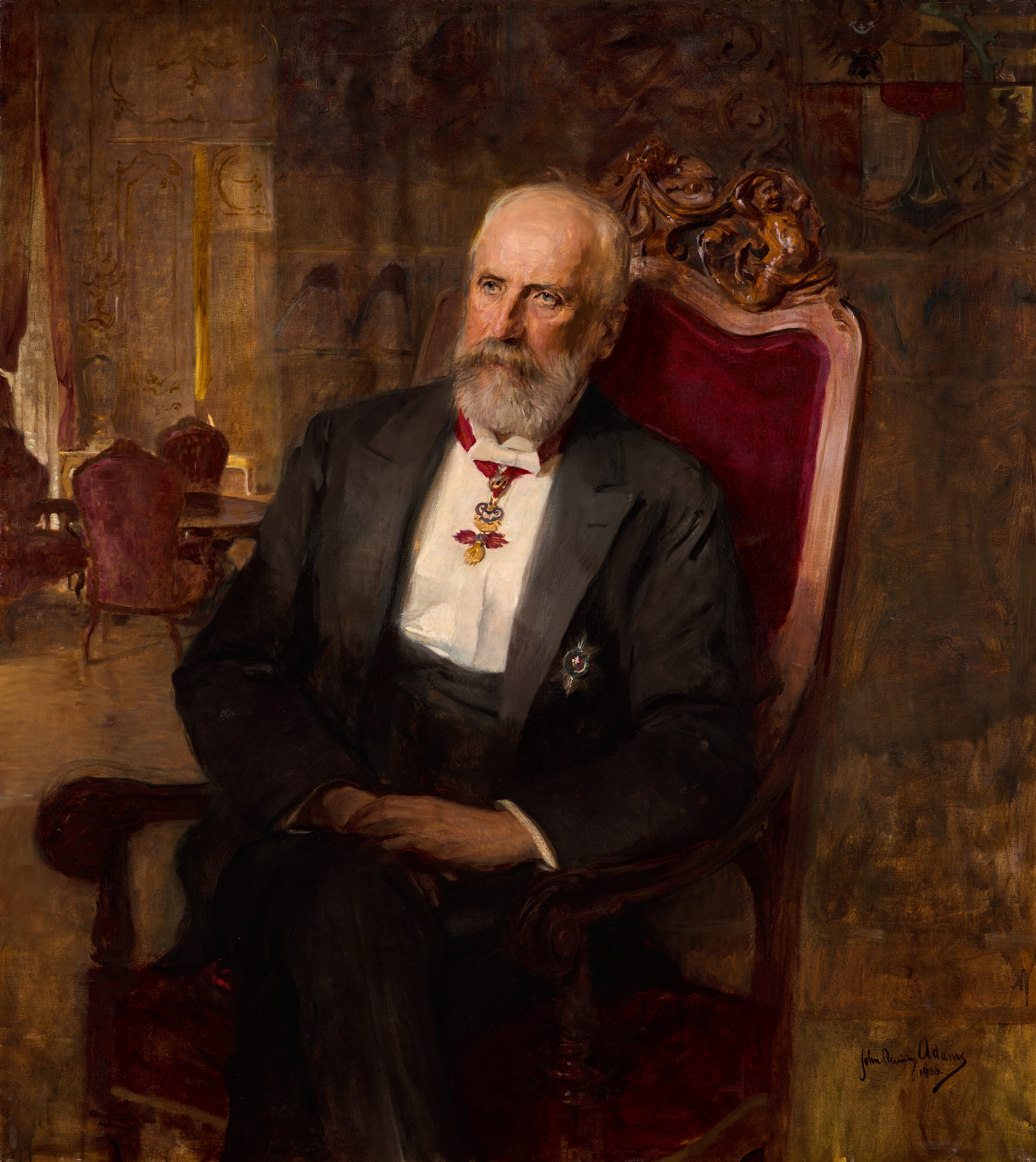
Иоганн II (1840—1929), князь Лихтенштейна (1858—1929)

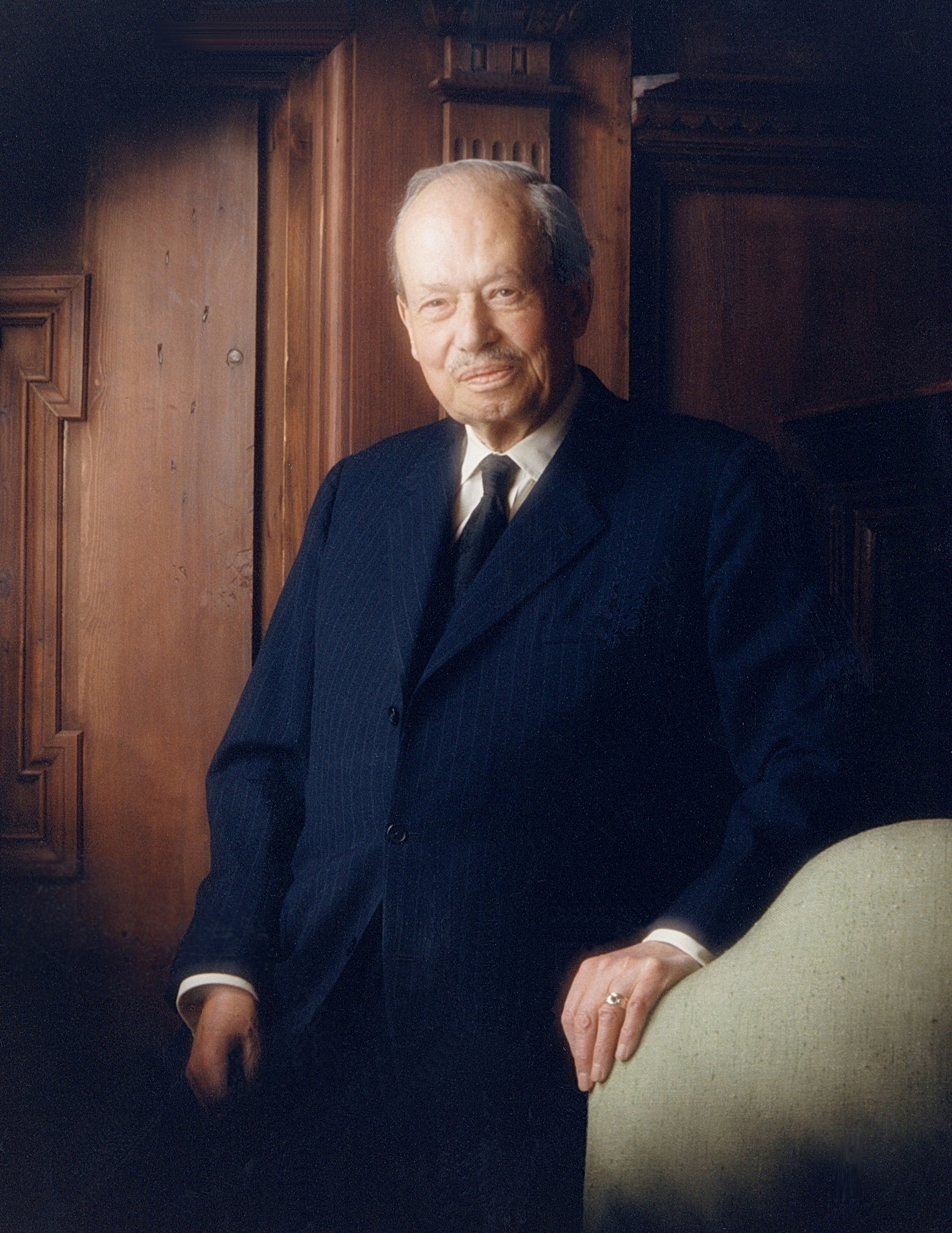
Франц Иосиф II (1906—1989), князь Лихтенштейна (1938—1989)

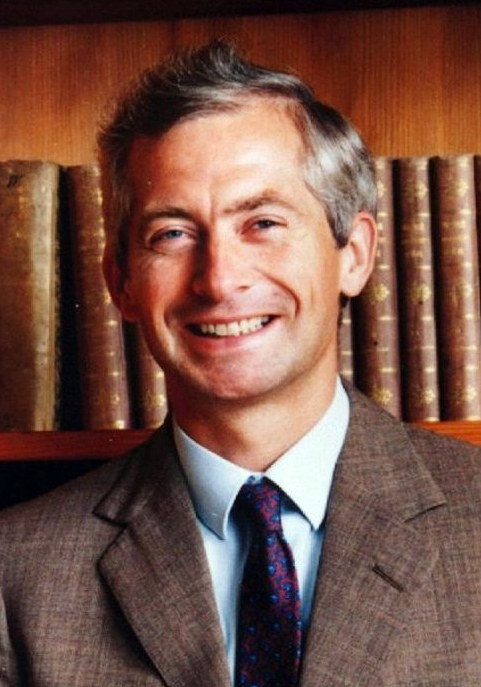
Ханс-Адам II (род. 1945), нынешний князь Лихтенштейна с 1989 года

Порядок наследования престола в княжестве Лихтенштейн регулируется семейным законом княжеского рода Лихтенштейн, который предусматривает агнатическую примогенитуру. Женщины полностью исключаются из линии престолонаследия. В 2004 году князь Ханс-Адам II Лихтенштейн публично ответил на критику со стороны ООН, которая озвучила озабоченность по поводу дискриминации и исключения женщин из линии наследования. Ханс-Адам заявил, что порядок наследования княжеского престола в Лихтенштейне старше самого государства.

## Правила наследования
В 1606 году первый князь Лихтенштейна, Карл I, и его младшие братья, Максимилиан и Гундакар, подписали семейный пакт, согласившись, что главенство в роду должно переходить в соответствии с мужской линией первородства наследнику старшей ветви династии. Порядок наследования регулировался различными уставами до 1993 года, когда было принято решение о том, что некоторые положения закона о наследования устарели и должны быть изменены. 26 октября 1993 года прежний закон был отменен, а 6 декабря того же годы был опубликован новый закон о наследовании престола. Согласно новому закону, княжеский престол Лихтенштейна могут унаследовать только мужские потомки сыновей князя Иоганна I (1805—1836), рожденные в браке, за исключением потомков, рожденных в браке, на который не давал согласие монарх. Женщины не могут наследовать престол Лихтенштейна. Семейный закон также предусматривает возможность отказа от прав наследования.

## Порядок наследования
- князь Иоганн I (1760—1836)
  -  князь Алоис II (1796—1858)
    -  князь Иоганн II (1840—1929)
    -  князь Франц I (1853—1938)

  - принц Франц де Паула (1802—1887)
    - принц Альфред (1842—1907)
      - принц Алоиз (1869—1955)
        -  князь Франц Иосиф II (1906—1989)
          -  князь Ханс-Адам II (род. 1945)
            - (1) наследный князь Алоиз (род. 1968)
              - (2) принц Йозеф Венцель (род. 1995)
              - (3) принц Георг (род. 1999)
              - (4) принц Николаус (род. 2000)

            - (5) принц Максимилиан (род. 1969)
              - (6) принц Альфонс (род. 2001)

            -  принц Константин (1972—2023)
              - (7) принц Мориц (род. 2003)
              - (8) принц Бенедикт (род. 2008)

          - (9) принц Филипп (род. 1946)
            - (10) принц Александр (род. 1972)
            - (11) принц Венцеслав (род. 1974)
            - (12) принц Рудольф (род. 1975)
              - (13) принц Карл Людвиг (род. 2016)

          - (14) принц Николаус (род. 1947)
            - (15) принц Йозеф Эмануэль (род. 1989)
              - (16) принц Леопольд (род. 2023)
              - (17) принц Николаус (род. 2025)

        - принц Карл Альфред (1910—1985)
          - (18) принц Андреас (род. 1952)
          - (19) принц Грегор (род. 1954)

        - принц Георг (1911—1998)
          - (20) принц Кристоф (род. 1958)

        -  принц Генрих (1920—1993)
          - (21) принц Хубертус (род. 1971)
            - (22) принц Леопольд (род. 2014)

      - принц Иоганнес (1873—1959)
        - принц Альфред (1907—1991)
          - (23) принц Франц (род. 1935)
            - (24) принц Альфред (род. 1972)
              - (25) принц Франц (род. 2009)

            - (26) принц Лукас (род. 1974)

          - принц Фридрих (1937—2010)
            - (27) принц Эмануэль (род. 1978)
              - (28) принц Леопольд (род. 2010)
              - (29) принц Генрих (род. 2012)

            - (30) принц Ульрих (род. 1983)

          - (31) принц Антон (род. 1940)
            - (32) принц Георг (род. 1977)

        -  принц Иоганнес (1910—1975)
          - (33) принц Евгений (род. 1939)
            - (34) принц Иоганнес (род. 1969)

      - принц Альфред (1875—1930)
        - принц Ганс-Мориц (1914—2004)
          - (35) принц Гундакар (род. 1949)
            - (36) принц Иоганн (род. 1993)
            - (37) принц Габриэль (род. 1998)

          - (38) принц Альфред (род. 1951)
          - (39) принц Карл (род. 1955)
          - (40) принц Хуго (род. 1964)

        -  принц Генрих (1916—1991)
          - (41) принц Михель (род. 1951)
          - (42) принц Кристоф (род. 1956)
          - (43) принц Карл (род. 1957)

      -  принц Карл Алоиз (1878—1955)
        - принц Вильгельм (1922—2006)
          - (44) принц Генрих (род. 1964)

        - (45) принц Вольфганг (род. 1934)
          - (46) принц Леопольд (род. 1978)
            - (47) принц Лоренц (род. 2012)

  -  принц Эдуард Франц (1809—1864)
    -  принц Алоиз (1840—1885)
      -  принц Фридрих (1871—1959)
        - принц Алоиз (1898—1943)
          -  принц Луитпольд (1940—2016)
            - (48) принц Карл (род. 1978)

        -  принц Альфред (1900—1972)
          -  принц Александр (1929—2012)
            - (49) принц Кристиан (род. 1961)
              - (50) принц Августинус (род. 1992)
              - (51) принц Иоганнес (род. 1995)

            - (52) принц Штефан (род. 1961)
              - (53) принц Лукас (род. 1990)
              - (54) принц Конрад (род. 1992)

            - (55) принц Эмануэль (род. 1964)
              - (56) принц Йозеф (род. 1998)

## Дискриминация
В 2004 году Организация Объединенных Наций заявила о совместимости мужской линии первородства, которая не позволяет женщинам стать главой государства Лихтенштейн, с Международным пактом о гражданских и политических правах, а затем выразила озабоченность по этому поводу . В ответ на критику ООН по вопросам гендерного равенства в 2007 году правящий князь Ханс-Адам II Лихтенштейн пояснил, что порядок наследования в княжестве старше самого Лихтенштейна, и что это семейная традиция, которая не влияет на граждан страны. Конституция Лихтенштейна предусматривает, что престолонаследие является частным семейным делом
.

## См.е также
- Список князей Лихтенштейн
- Список наследников престола Лихтенштейн